# Genua–Nice
Genua–Nice var ett endags linjelopp i landsvägscykling som avhölls från 1910 till 1975. Det kördes normalt från Genua i Italien längs Rivieran till Nice i Frankrike, men 1958, 1960, 1962, 1964, 1967 och 1973 kördes det i omvänd riktning. Det 194 till 214 kilometer långa loppet kördes vanligen i mars, men 1936–1938 gick det i november och 1959 i februari. 1961 och 1962 ingick det i Super Prestige Pernod.

## Podieplaceringar
| År        | Vinnare                                 | Tvåa                                    | Trea                                    |
| 1910      | Omer Beaugendre                         | Eberardo Pavesi                         | Luigi Ganna                             |
| 1911-1913 | ej avhållet                             | ej avhållet                             | ej avhållet                             |
| 1914      | Guido Vercellino                        | Angelo Bianchi                          | Giosue Lombardie                        |
| 1915-1920 | ej avhållet                             | ej avhållet                             | ej avhållet                             |
| 1921      | Costante Girardengo                     | Giuseppe Azzini                         | Emilio Petiva                           |
| 1922-1934 | ej avhållet                             | ej avhållet                             | ej avhållet                             |
| 1935      | Raoul Lesueur                           | Osvaldo Bailo                           | Max Bulla                               |
| 1936      | Pietro Rimoldi                          | Olimpio Bizzi                           | Augusto Introzzi                        |
| 1937      | Raoul Lesueur                           | Osvaldo Bailo                           | Dominique Zanti                         |
| 1938      | Amédée Rolland                          | Pietro Scalbi                           | Joseph Aureille                         |
| 1939-1952 | ej avhållet                             | ej avhållet                             | ej avhållet                             |
| 1953      | Charles Gregorini                       | Adolphe Pezzuli                         | Joseph Dalbera                          |
| 1954      | Jesus Martinez                          | Jean Cottalorda                         | Jacques Dupont                          |
| 1955      | René Privat                             | Gilbert Bauvin                          | Guido Anzile                            |
| 1956      | Jean Bobet                              | Jean Lerda                              | Eugène Telotte                          |
| 1957      | Louison Bobet                           | Jacques Anquetil                        | Gilbert Bauvin                          |
| 1958      | Nino Defilippis                         | Cleto Maule                             | Joseph Groussard                        |
| 1959      | Joseph Groussard                        | René Privat                             | Jean Moxhet                             |
| 1960      | Jean Stablinski                         | Seamus Elliott                          | Henry Anglade                           |
| 1961      | Fernand Picot                           | Édouard Delberghe                       | Raymond Poulidor                        |
| 1962      | Antonio Bailetti                        | Jean-Claude Annaert                     | Dino Liviero                            |
| 1963      | Rudi Altig                              | Raymond Poulidor                        | André Darrigade                         |
| 1964      | André Darrigade                         | Jean Graczyk                            | Italo Zilioli                           |
| 1965      | Carmine Preziosi                        | Paul Gutty                              | Franco Balmamion                        |
| 1966      | Lucien Aimar                            | Michele Dancelli                        | Rudi Altig                              |
| 1967      | Jan Janssen                             | Hubert Niel                             | Roger Pingeon                           |
| 1968      | Cyrille Guimard                         | Willy Monty                             | André Zimmermann                        |
| 1969      | Cyrille Guimard                         | José Catieau                            | Michel Périn                            |
| 1970      | Luciano Armani                          | Felice Gimondi                          | Leif Mortensen                          |
| 1971      | Gerard Vianen                           | Claudio Michelotto                      | Michel Périn                            |
| 1972      | amatörlopp vunnet av Alfiero Di Lorenzo | amatörlopp vunnet av Alfiero Di Lorenzo | amatörlopp vunnet av Alfiero Di Lorenzo |
| 1973      | Marino Basso                            | Miguel María Lasa                       | Daniel Ducreux                          |
| 1974      | ej avhållet                             | ej avhållet                             | ej avhållet                             |
| 1975      | Raymond Delisle                         | Cyrille Guimard                         | Miguel María Lasa                       |